# Giubbe rosse (film 1975)
Giubbe rosse è un film del 1975, prodotto e diretto da Joe D'Amato.

## Trama
Caribou è un fuorilegge con problemi di gioco d'azzardo. Riuscito un colpo fortunato, l'uomo tenta di convincere Elizabeth, sua moglie, a fuggire con lui. La donna, tuttavia, si innamora di un sergente delle giubbe rosse.

## Produzione
Dopo alcuni anni, il regista romano torna a dirigere un film western, l'ultimo della carriera, ricalcando lo stile e il successo di Zanna Bianca. In una intervista, Massaccesi ha sottolineato come la pellicola sia uno dei suoi lavori preferiti.
Fabio Testi e Lynne Frederick erano entrambi impegnati su un altro set, I quattro dell'apocalisse. In una scena di Giubbe rosse, l'attrice inglese indossa un vestito che doveva essere usato per il lungometraggio di Lucio Fulci.
É la prima pellicola che segna il sodalizio tra Claudio Bernabei e Aristide Massaccesi. I due, in seguito, collaboreranno per varie sceneggiature a sfondo erotico.
È il primo film in cui il regista usò il suo pseudonimo più celebre: Joe D'Amato.

## Distribuzione
Uscito per le sale italiane il 25 aprile del 1975, il film fu, in seguito, edito in home video. Circola una copia restaurata in collaborazione con la rivista Nocturno. La pellicola è presente su alcune piattaforme streaming.
All'estero è conosciuto col titolo internazionale Cormack of the Mounties. 

## Accoglienza
È stato recensito tiepidamente da Paolo Mereghetti. Il critico ha sottolineato come l'opera di Massaccesi sia un «melodramma avventuroso abbastanza ben fatto».